# Mosciano Sant’Angelo
Mosciano Sant’Angelo ist eine italienische Gemeinde mit 9135 Einwohnern (Stand 31. Dezember 2023) in der Provinz Teramo in der Region Abruzzen.

## Geografie
Zu den Ortsteilen (Fraktionen) zählen Colle Cacio, Colle Cerreto, Colle Imperatore, Collepietro, Convento, Costa del Monte, Fornaci, Montone, Mosciano Sant’Angelo Stazione, Notaresco Stazione, Santa Filomena und Selva Alta.
Die Nachbargemeinden sind: Bellante, Castellalto, Giulianova, Notaresco, Roseto degli Abruzzi, Sant’Omero und Tortoreto.
Die Gemeinde liegt rund 25 km von der Provinzhauptstadt Teramo entfernt.

## Geschichte
Der Name der Gemeinde stammt vom lateinischen Musius ab. Im Jahr 897 wurde dies erstmals in einem Dokument der Gemeinde erwähnt. Im Mittelalter wurden in der Gegend ein Kloster, eine Abtei und mehrere Kirchen errichtet. Es gibt in der Gemeinde noch die Überreste von alten Wachtürmen.

## Sehenswürdigkeiten
Es gibt in der Gemeinde mehrere Kirchen:
- Sant’Antonio da Padova
- San Michele Arcangelo
- Chiesa dell’Addolorata
- Chiesa del SS. Rosario

## Bahnhof
Mosciano Sant’Angelo verfügt über einen kleinen Hauptbahnhof. Die Züge der Strecke von Teramo nach Giulianova fahren durch den Bahnhof. Von Mosciano Sant’Angelo fährt der Zug noch an die Endstation nach Giulianova. Die ganze Strecke ist nur 26 km lang.